# Luis Martín-Santos
Luis Martín-Santos (ur. 11 listopada 1924 w Larache (obecnie Al-Ara’isz w Maroku), zm. 21 stycznia 1964 w Vitorii) – hiszpański pisarz.
Studiował medycynę i doktoryzował się na uniwersytecie w Madrycie, pracował jako psychiatra, w 1951 został dyrektorem szpitala psychiatrycznego w San Sebastián. W 1962 opublikował swoją najważniejszą powieść Czas milczenia (wyd. pol. 1978), pełną eksperymentów językowych i stylistycznych i będącą sarkastyczną rozprawą z narodowymi kompleksami i mitami Hiszpanów. Działał w Partii Socjalistycznej, w związku z czym został trzykrotnie aresztowany. Zginął w wypadku drogowym.